# Universiteit van Hongkong
De Universiteit van Hongkong (vaak afgekort tot HKU) is de oudste instelling voor hoger onderwijs in Hongkong. De universiteit werd formeel opgericht in 1911. Lessen aan de universiteit worden gegeven in het Engels.

## Geschiedenis

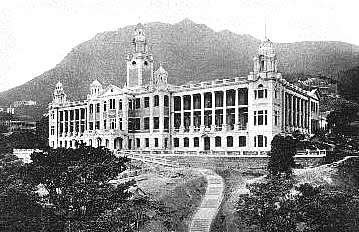
Het hoofdgebouw in 1912

Faculteit der Geneeskunde van de Universiteit van Hongkong kwam voort uit het voormalige Hongkong College voor Medicijnen, opgericht in 1887 door de London Missionary Society. Indien deze datum wordt aangehouden is de huidige universiteit de oudste universiteit in Groot-China, op de voet gevolgd door de Universiteit van Nanking.
De universiteit zelf werd opgericht toen Sir Frederick Lugard (later Lord Lugard, 1e Baron Lugard), gouverneur van Hongkong, met het idee kwam een universiteit op te richten in Hongkong om zo te kunnen concurreren met de andere grootmachten die een universiteit hadden in China. De Parsische zakenman Sir Hormusjee Naorojee Mody hoorde van dit plan, en doneerde HK$ 150.000 voor de bouw van de universiteit + HK$ 30.000 voor overige kosten. De overheid van Hongkong en de zakelijke sector van Zuid-China gaven ook hun steun aan de bouw van de universiteit. Verder kreeg Lugard steun van de Britse overheid en enkele bedrijven waaronder de HSBC.
Lugard legde de eerste steen voor het hoofdgebouw van de universiteit op 16 maart 1910. In 1911 was het gebouw voltooid, en was de universiteit officieel een feit. De openingsceremonie vond plaats in 1912. Omdat Lugard vond dat de Chinese gemeenschap nog niet klaar was voor idealen als communisme, volgde de universiteit aanvankelijk het voorbeeld van de Universiteit van Liverpool door lessen in wetenschappen voorop te stellen. De eerste faculteit van de universiteit was de faculteit medicijnen, die was ontstaan uit het Hongkong College voor medicijnen. Binnen een jaar werd de universiteit uitgebreid met faculteiten techniek en kunst. In 1916 studeerden de eerste studenten af.
De universiteit liet aanvankelijk alleen mannelijke studenten toe, maar stapte in 1921 over op gemengd onderwijs. In 1937 opende het Queen Mary Ziekenhuis, dat sindsdien het primaire leerziekenhuis is van de universiteit.

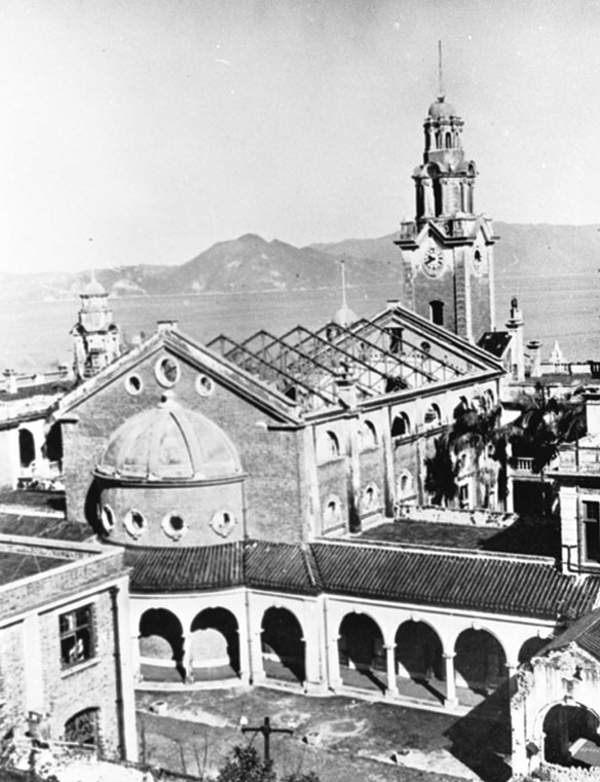
Studentenverblijf in 1946, met zichtbare schade uit de Tweede Wereldoorlog

Na de Kanton-Hongkong-staking van 1925-26, besloot de overheid de Oostelijke cultuur meer te integreren in de universiteit. Er kwamen meer Chinese lessen. In 1927 werd er een studie Chinees opgericht. In 1941 moest de universiteit sluiten vanwege de Tweede Wereldoorlog. In 1945 kon de universiteit haar deuren weer openen.
Na de oorlog onderging de universiteit een aantal veranderingen. Zo kwamen er meer lessen die zich richtten op rechtsgeleerdheid en sociale wetenschappen. De faculteit voor sociale wetenschappen werd opgericht in 1967, gevolgd door de faculteit rechtsgeleerdheid in 1969.
In 1982 werd de faculteit tandheelkunde opgericht. Deze faculteit is tot op de dag van vandaag de enige plaats in Hongkong waar onderwijs wordt gegeven in tandheelkunde. In 1984 werden zowel de school voor architectuur als de school voor pedagogiek volwaardige faculteiten.
In 1989 begon de overheid van Hongkong meer studenten aan te moedigen aan de lokale universiteit te gaan studeren in plaats van in het buitenland. Ter voorbereiding op de overdracht van Hongkong in 1997 werden ook de faciliteiten voor studenten flink uitgebreid.
In 2006 werd de faculteit medicijnen hernoemd naar Li Ka Shing Faculteit Medicine, ondanks protesten van studenten en alumni. Dit werd gedaan ter erkenning van Li Ka Shing.

## Campus

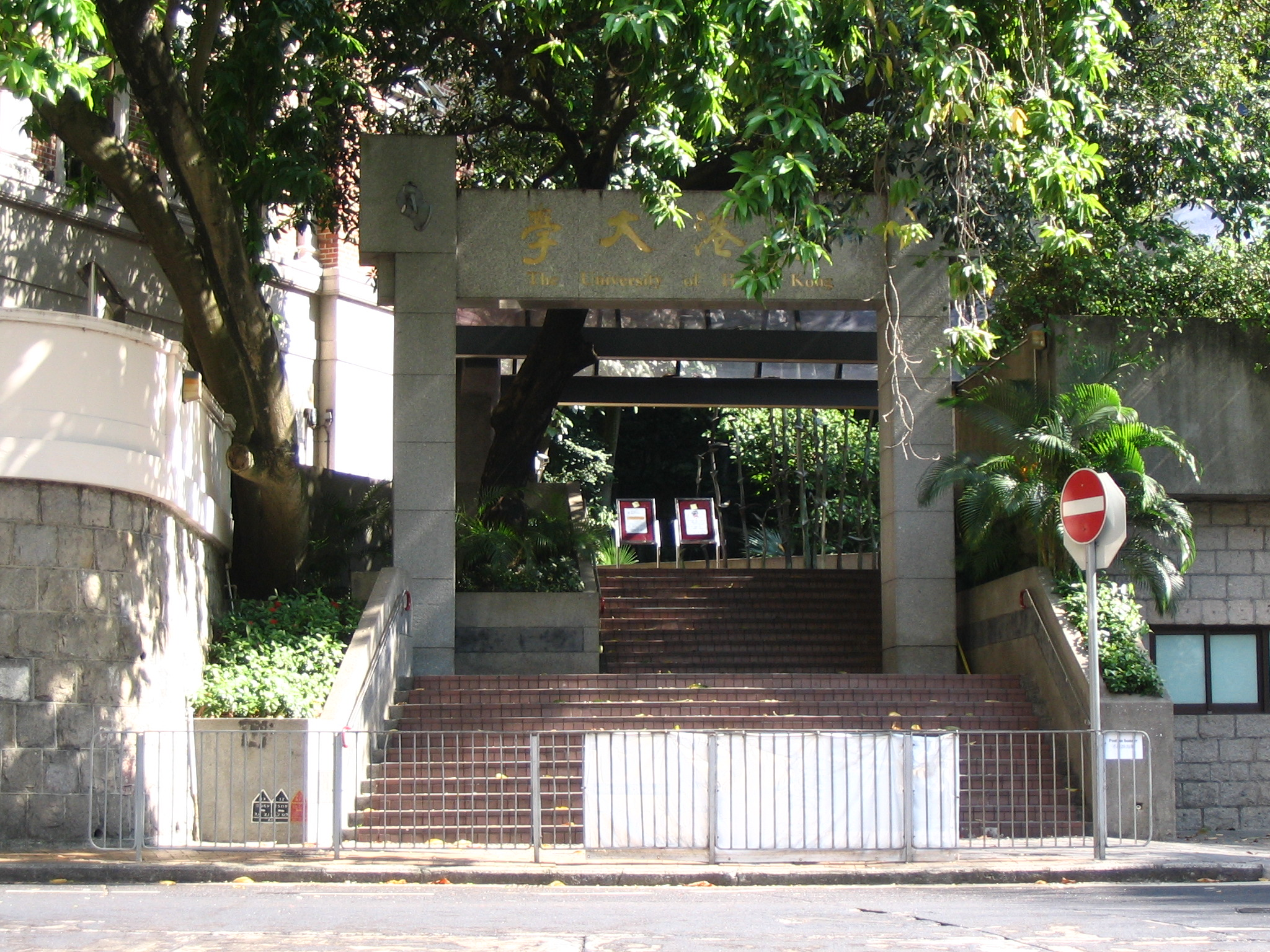
De oostetelijke poort

De primaire campus van de universiteit beslaat een gebied van 160.000 vierkante meter, en is gelegen aan de Bonham weg en Pok Fu Lam weg in het centrum van Hongkong.
De Li Ka Shing Faculteit Medicijnen ligt 4.5 kilometer ten zuidwesten van de hoofdcampus, in het zuidelijke district. De medische campus bevat onder andere het Queen Mary ziekenhuis, het William M.W. Mong gebouw en onderzoeksfaciliteiten. De faculteit tandheelkunde bevindt zich in het Prince Philip Dental Hospital, Sai Ying Pun.
De universiteit beheert ook het Kadoorie Agricultural Research Center.

## Faculteiten
- Faculteit Architectuur
- Faculteit Kunst
- Faculteit Zaken en Economie
- Faculteit Tandheelkunde
- Faculteit Pedagogiek
- Faculteit Techniek
- Faculteit Rechtsgeleerdheid
- La Ka Shing Faculteit Medicijnen
- Faculteit Wetenschappen
- Faculteit Sociale Wetenschappen